# Славко Перовић (певач)
Славко Перовић (Београд, 5. јуна 1934) је југословенски и српски певач забавне музике. Познат је по мексиканским песмама које су шездесетих година 20. века биле веома популарне у Југославији.

## Биографија
Певао је неколико песама у дуету са Николом Каровићем и Силваном Арменулић.
Његове плоче издате од стране дискографске куће Југотон продате су у милионском тиражу, међу којима хе и највећи хит ”Један дан живота” за који је Перовић написао текст. Један је од пионира настанка Телевизије Београд која је почела са радом 1958. године. Већ 1962. са својим триом наступао је у емисијама ”Средом у шест” коју је тада водила наша позната глумица Беба Лончар. За потребе Телевизије Београд под уредништвом Бошка Пантића, снимио је многобројне музичке емисије на тему Беогграда и српске историје. Изводио је старе српке записе као и композиције познатих композитора Корнелија Станковића, Исидора Бајића, Топаловића и других. Снимио је на око стотину трајних музичких записа за Радио Београд. Славко Перовић је отац познате српске новинарке, филмске критичарке, тв ауторке и уреднице Радио телевизије Србије Сандре Перовић.

## Фестивали
Београдско пролеће:
- Никад нисам био човек што се предаје, прва награда публике и победничка песма, '69
- Опрости ако сам те волео, '70
- Ја љубим те, '71

Опатија:
- Врло чудно / Тражим твој осмјех, '65
- Тридесет пута, '69

Сплит:
- Липа бјондина, '68
- Доста је новитади, '69
- Разбит ћу ферале, '70

Акорди Косова:
- И чежња и боје, '70

Фестивал војничких песама:
- Хеј војници ваздухопловци, победничка песма, '70
- Твоји пољупци, '71
- Војнички корак за мир, '73

Сабор народне музике Србије, Београд:
- Добитник Награде националног естрадно - музичког уметника Србије, 2024

## Познате песме
- “Мама Хуанита“ и „Један дан живота“ (Тема из мексичког филма „Један дан живота“)
- “Ај Ћавела“
- “Чаша горких суза“
- “У рану зору“
- “Песма мајци“